# Sunset Sound Recorders
Sunset Sound Recorders sont des studios d'enregistrement situés à Hollywood en Californie sur Sunset Boulevard.

## Historique
Toots Camarata est depuis 1956 le principal directeur artistique et producteur musical du nouveau label Disneyland Records mais la société est rapidement en difficulté à l'automne 1957 malgré de nombreuses productions. Alors que Camarata suggère à Walt Disney de fonder son propre studio d'enregistrement, Walt Disney refuse et encourage Camarata à fonder le sien.
En 1958, Toots Camarata achète un ancien magasin de pièces de réparation pour voitures sur Sunset Boulevard à Hollywood et le transforme en studio d'enregistrement.
Au début des 60s, Sunset Sound Recorders devient un studio indépendant. En seize ans d'association, Tutti y produisit plus de 300 albums dont beaucoup pour les productions du studio Disney dans les premières années avant d'ouvrir à l'ensemble des chanteurs.
En 1981, Camarata achète The Sound Factory un autre studio d'enregistrement de Los Angeles fondé par Moonglow Records racheté et développé par David Hassinger.

## Chanteurs et Groupes
- Aaron Neville
- Alanis Morissette
- Alice Cooper
- Andy Williams
- Annette Funicello
- Arctic Monkeys
- Aretha Franklin
- Barbra Streisand
- Barry Manilow
- Beck
- Bee Gees
- Bette Midler
- Bob Dylan
- Brazil '66
- Bread
- Brian Wilson
- Buffalo Springfield
- Carly Simon
- Céline Dion
- Charlotte Gainsbourg
- Crosby, Stills, Nash and Young
- Dave Grusin
- David Crosby
- Deborah Harry
- Death Grips
- Dixie Chicks
- Dolly Parton
- Earl Klugh
- Elliott Smith
- Elton John
- Fishbone
- Fleetwood Mac
- Fourplay
- Gavin DeGraw
- Genesis
- Herb Alpert
- hide
- Frank Zappa (Hot Rats)
- Jackie DeShannon
- Jackson Browne
- James Taylor
- Janis Joplin
- Jennifer Holliday
- Joni Mitchell
- Keely Smith
- Kenny Loggins
- Kenny Rogers
- Led Zeppelin
- Lee Ritenour
- Lostprophets
- Louis Armstrong
- Louis Prima
- Love
- Macy Gray
- Melissa Manchester
- Miles Davis
- Neil Young
- Noel Gallagher
- Olivia Newton-John
- Patti Austin
- Paul McCartney
- Perry Como
- Phil Harris
- Prince
- Randy Newman
- Randy Stonehill
- Ray LaMontagne
- Red Rider
- Richard Marx
- Richard Thompson
- Rick James
- Rick Nelson
- Ringo Starr
- Robert Palmer
- Roberta Flack
- Rolling Stones
- Romina Arena
- Sam Cooke
- Sam Phillips
- Sheena Easton
- Sheryl Crow
- Sly and the Family Stone
- Stevie Nicks
- The Bangles
- The Beach Boys
- The Doobie Brothers
- The Doors
- The Lovin' Spoonful
- The Mamas & the Papas
- The Smashing Pumpkins
- The Turtles
- The Vines
- Thirty Seconds to Mars
- Tom Jones
- Tom Petty
- Tom Waits
- Tony Orlando
- Toto
- U2
- Van Halen
- Weezer
- Whitney Houston
- Wolfmother
- Yes
- Young the Giant